# Oretachi ni Tsubasa wa Nai
Oretachi ni Tsubasa wa Nai (俺たちに翼はない lit. Nosotros no tenemos alas?) es una novela visual japonesa desarrollada por Navel. Antes de su lanzamiento, un juego pre-secuela titulado Oretachi ni Tsubasa wa nai ~Prelude~, el cual contiene escenarios adicionales y eventos anteriores a la historia del juego, fue lanzado el 28 de junio de 2008. Esta versión no tiene escenas hentai. La edición limitada del juego fue lanzado el 30 de enero de 2009. La versión estándar del juego fue lanzado el 24 de abril de 2009. Un Fandisc llamado Oretachi ni Tsubasa wa Nai AfterStory fue puesto en libertad el 30 de julio de 2010. Una adaptación al anime por el estudio Nomad comenzó a transmitirse el 4 de abril de 2011 y terminó el 20 de junio del mismo año, con un total de 12 episodios.

## Argumento
Es invierno en la gran ciudad de Yanagihara, y es el tiempo donde los jóvenes se encuentran y se enamoran. Takashi es un joven adolescente que planea escaparse a otro mundo, pero es limitado por los pensamientos de su hermana menor Kobato y su novia Asuka. Shusuke tiene un trabajo de medio tiempo con la autor-estudiante Hiyoko a pesar de la aversión que tenían ambos en un principio. Hayato es un antisocial que hace su vida como un empleado ocasional, el cual cambiará cuando sea visitado por una muchacha llamada Naru.
La historia se centra dentro de los 3 personajes principales (Takashi, Shusuke y Hayato), la relación que los une a estos tres y sus interacciones con Asuka y Kobato, Hiyoko y Naru respectivamente.

## Personajes

### Principales
Takashi Haneda (羽田 鷹志 Haneda Takashi?)
Seiyū: Hiro Shimono
Doblaje (Hispanoamérica): Ángel Rodríguez
Estudiante de tercer año. Es muy tímido con la gente, en el sentido de que no es bueno tomando la iniciativa, pero a pesar de eso es uno de los delegados de la clase.
Shūsuke Chitose (千歳 鷲介 Chitose Shūsuke?)
Seiyū: Hiroaki Miura
Doblaje (Hispanoamérica): Rojo Mendoza
Trabaja medio tiempo en un excéntrico café llamado "Alexander". También escribe reseñas sobre libros para una columna en un diario. Es a través de este medio que conoce a Hiyoko Tamaizumi.
Hayato Narita (成田 隼人 Narita Hayato?)
Seiyū: Junichi Suwabe
Doblaje (Hispanoamérica): Brandon Montor
Se define a sí mismo como "un trabajador ocasional". Es muy frío al hablar e intenta siempre mantener la distancia de todos, recurriendo a amenazas pequeñas.
Youji Haneda (羽田 鷹志 Haneda Youji?)
Seiyū: Yonaga Tsubasa
Doblaje (Hispanoamérica): Víctor Alcaraz
Primo de Kobato pero entre ellos se consideran hermanos, el cual tras culparse de la muerte de su madre, decidió esconderse en el abismo. A causa de esto, nacieron las personalidades de Takashi como un reemplazo, y la de Chitose y Hayato como apoyos para este último. Su apariencia física es la misma a la de Takashi
Asuka Watarai (渡来明日香 Watarai Asuka?)
Seiyū: Mayumi Yoshida
Doblaje (Hispanoamérica): Yanitzé Ramírez
Una hermosa y sexi estudiante de tercer año. Es la novia de takashi y además es muy popular y en varias ocasiones llama la atención de muchos hombres.
Hiyoko Tamaizumi (玉泉日和子 Tamaizumi Hiyoko?)
Seiyū: Ryōko Ono
Doblaje (Hispanoamérica): Lili Vela
Una chica muy inteligente y estudiante de segundo año. Trabaja en una extraña cafetería llamada "Alexander", además de ser una escritora
Naru Ōtori (鳳鳴 Ōtori Naru?)
Seiyū: Yuko Goto
Doblaje (Hispanoamérica): Sandra Olarra
Una chica muy enérgica, tiene cara de niña. Conoce a Hayato, ya que a este le dan el trabajo de buscar su bicicleta perdida.
Kobato Haneda (羽田小鳩 Haneda Kobato?)
Seiyū: Ai Matayoshi
Doblaje (Hispanoamérica): Vanessa Olea
Estudiante de primer año, hermana de Takashi.

### Secundarios
Miyako Yamashina (山科 京 Yamashina Miyako?)
Seiyū: Yukiko Takaguchi
Doblaje (Hispanoamérica): Susana Moreno
Amiga de Takashi y Asuka.
Eriko Hino (日野 英里子 Hino Eriko?)
Seiyū: Eriko Kigawa
Doblaje (Hispanoamérica): Banny Vilchis
Kinako Mochizuki (望月 紀奈子 Mochizuki Kinako?)
Seiyū: Chiaki Takahashi
Doblaje (Hispanoamérica): Montserrat Aguilar
Yū Yoneda (米田 優 Yoneda Yū?)
Seiyū: Emiko Hagiwara
Doblaje (Hispanoamérica): Ellie Rojo
Ai Kohda (香田 亜衣 Kohda Ai?)
Seiyū: Saki Nakajima
Doblaje (Hispanoamérica): Katy Zavala
Harue Kasuga (春日 春恵 Kasuga Harue?)
Seiyū: Hiromi Ōtsuda
Doblaje (Hispanoamérica): Ivett Toriz
Kakeru Ōtori (鳳 翔 Ōtori Kakeru?)
Seiyū: Satoshi Hino
Doblaje (Hispanoamérica): Eduardo Martínez
Kazuma Morisato (森里 和馬 Morisato Kazuma?)
Seiyū: Hideki Ogihara
Doblaje (Hispanoamérica): Iván García
Karuo Karube (軽部 狩男 Karube Karuo?)
Seiyū: Hideo Ishikawa
Doblaje (Hispanoamérica): David Allende
Karura Itami (伊丹 伽楼羅 Itami Karura?)
Seiyū: Tetsu Inada
Doblaje (Hispanoamérica): Miguel de León

## Anime
En noviembre del 2010, un anime basado en la novela visual fue anunciado. La serie de 12 episodios producida por Nomad bajo la dirección de Shinji Ushiro y Takamitsu Kouno como el supervisor del guion. Los Seiyū son los mismos que los del CD drama. Ore-tachi ni Tsubasa wa Nai comenzó a emitirse el 4 de abril hasta el 20 de junio del 2011. Un OVA no emitida vino junto con el remake del juego de PC como una edición limitada extra el 27 de mayo de 2011.
El opening es "Spread Wings" interpretado por Aki Misato, y el ending es "NEVERLAND" interpretado por Miyuki Hashimoto. "PARANoiA" interpretado por Aki Misato fue el ending para el episodios 1 y "Hohoemi Genocide" interpretado por Alex3 fue el ending para el episodio 10.
En noviembre de 2024, Anime Onegai adquirió los derechos de transmisión de la serie en América Latina junto con su doblaje latino.